# Mingo megye
Mingo megye az Amerikai Egyesült Államokban, azon belül Nyugat-Virginia államban található. Megyeszékhelye és legnagyobb városa Williamson. Lakosainak száma 23 568 fő (2020. április 1.). Mingo megye Lincoln, Logan, Wyoming, McDowell, Pike, Martin, Wayne és Buchanan megyékkel határos.

## Népesség
A megye népességének változása:
| Lakosok száma | 26 766 | 26 600 | 26 089 | 25 900 | 25 292 | 23 568 |
|               | 2010   | 2011   | 2012   | 2013   | 2015   | 2020   |